# 松森站 (名鐵)
松森站（日语：／ Matsumori eki */?）是位於岐阜縣美濃市，名古屋鐵道美濃町線的車站（廢站）。

## 歷史
此站在1911年，美濃電氣軌道路線開通時同時啟用。並於1999年4月1日，包含此站在內的新關站至美濃站之間美濃町線部分區間被廢除時，此站也被廢除。在此站廢除後的同日，與該區間並行的長良川鐵道越美南線開設了同名車站松森站。
- 1911年（明治44年）2月11日 - 美濃電氣軌道神田町站（後來名為岐阜柳瀨站）至上有知站（後來名為美濃站）之間開通，此站啟用[2]。
- 1930年（昭和5年）8月20日 - 美濃電氣軌道與名古屋鐵道（第一代。同年中改名為名岐鐵道，在1935年起再改名為名古屋鐵道）合併。成為名古屋鐵道的美濃町線車站[2]。
- 1948年（昭和23年）11月1日前 - 成為無人車站[3]。
- 1999年（平成11年）4月1日 - 美濃町線新關站至美濃站之間被廢除，此站也同時被廢除[4]。

## 車站構造
截至車站廢除前，此站是地面車站，位於民居後方，設有1面1線的小型單式月台。車站結構比較簡單。
另外，此站向美濃站一方的區間曾經數次改變走線，在廢除前的走線已經是第三代。

### 配線圖
| ← 徹明町方向    | 松森站 站內配線略圖 | → 美濃站 |
| 图例 参考文献： |                     |          |

## 使用狀況
- 在中提及在1992年度，當時1日平均上下車人次為101人，為除岐阜市內線均一車費區間內各站（岐阜市內線、田神線、美濃町線徹明町站至琴塚站之間）外名鐵所有車站（342站）中排名第336，美濃町線日野橋至美濃之間（14站）排名第14[1]。

## 車站遺址
車站遺址是在長良川鐵道越美南線松森站西方約200米處。現時只剩下月台遺跡。車站周邊的路軌遺址變成了行人路。

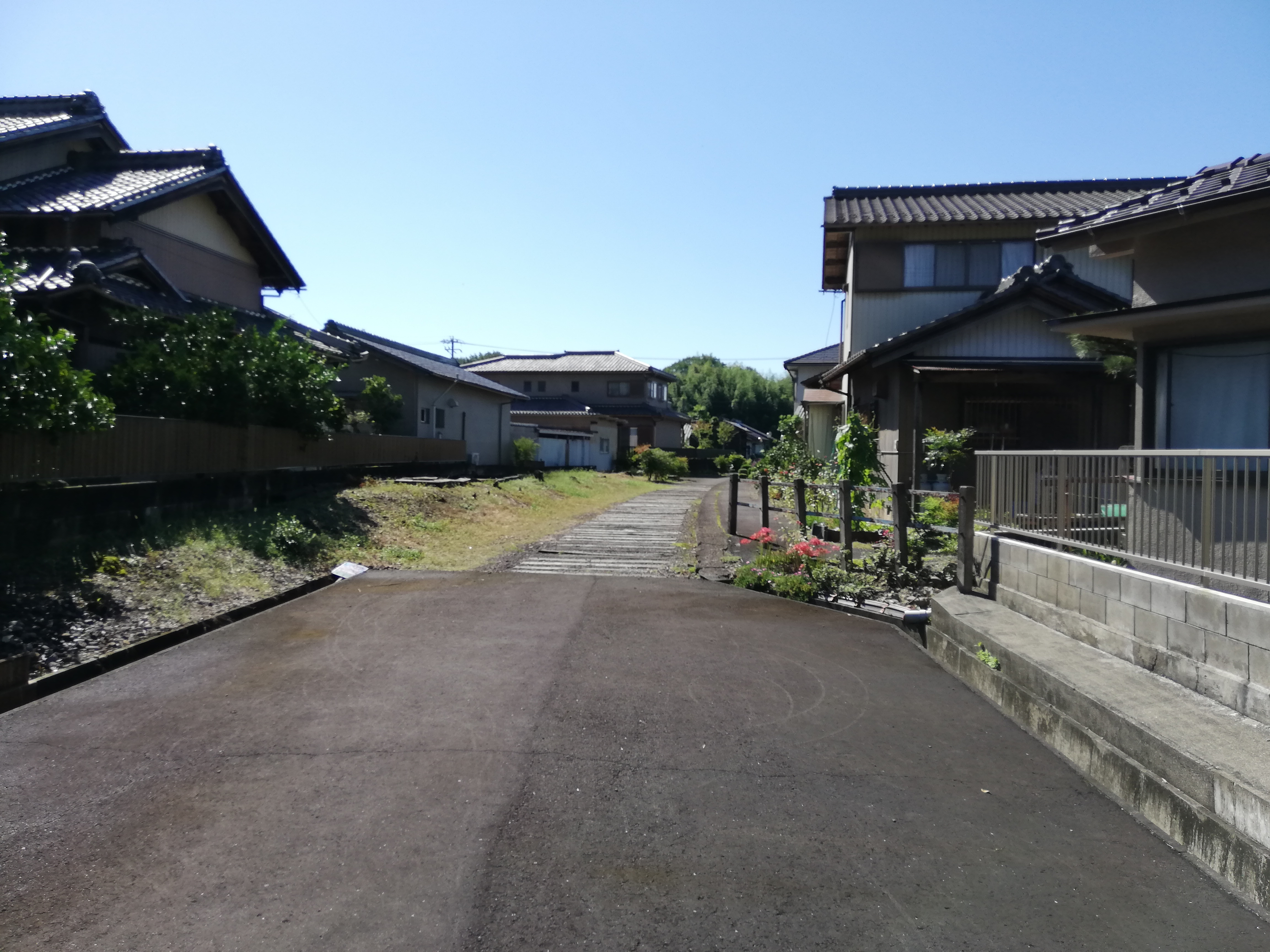
路軌遺址變成了行人路（2020年10月）
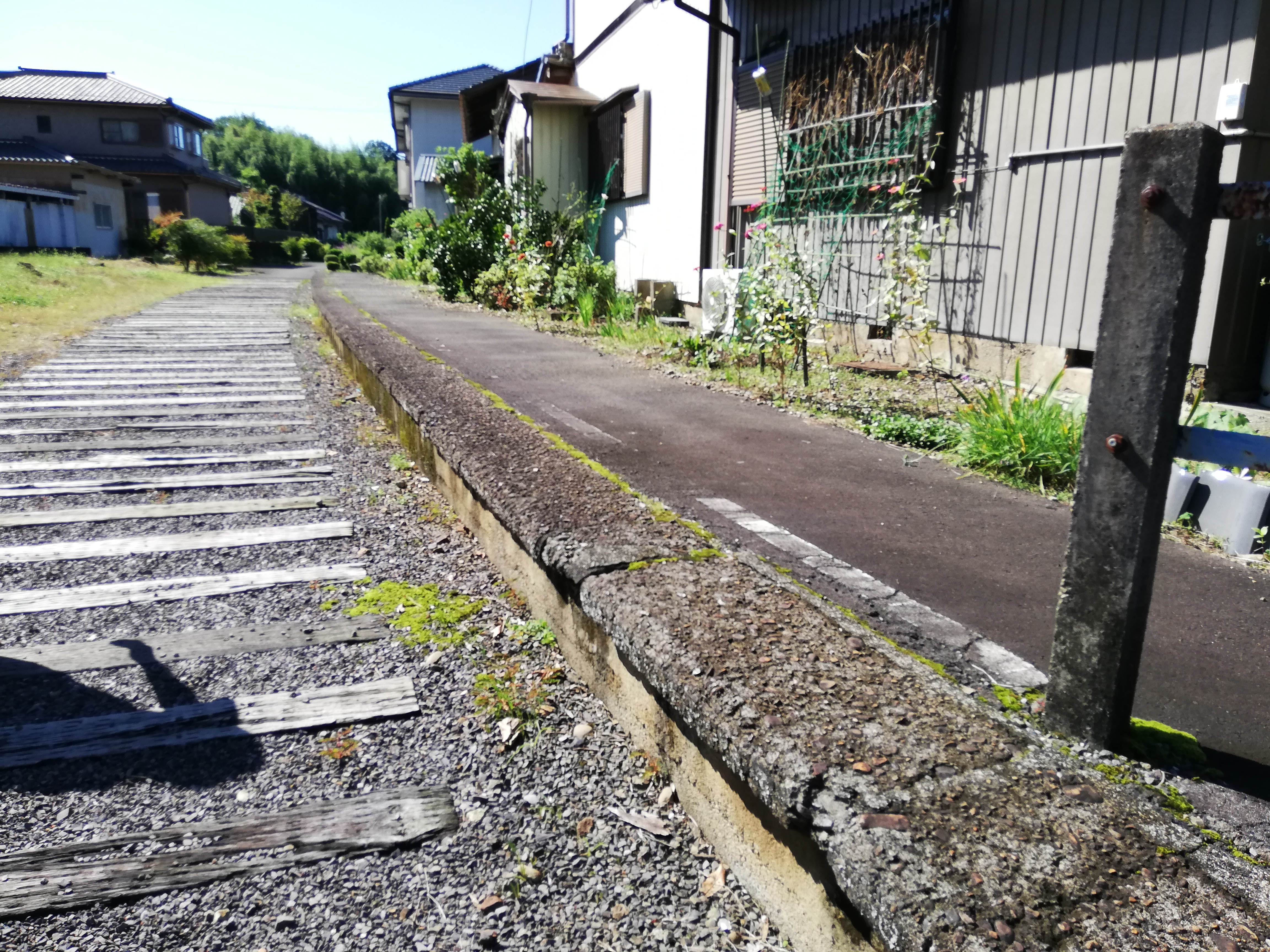
月台遺跡（2020年10月）

## 相鄰車站
名古屋鐵道
美濃町線
神光寺－松森－美濃
- 在1960年（昭和35年）前，此站與美濃站之間曾經設有美濃町站前站。

## 注腳
1. 1 2  名古屋鐵道廣報宣傳部（編）. . 名古屋鐵道. 1994: 651–653.
2. 1 2  . 鄉土出版社（日语：郷土出版社）. 1997: 219–230. ISBN 4-87670-097-4 （日语）.
3. ↑  名古屋鉄道広報宣伝部（編）. . 名古屋鐵道. 1994: 880 （日语）.
4. ↑  今尾惠介（監修）.  7 東海. 新潮社. 2008: 51–52. ISBN 978-4-10-790025-8 （日语）.
5. ↑  電氣車研究會（日语：電気車研究会），《鐵道畫刊（日语：鉄道ピクトリアル）》通卷第473號 1986年12月 臨時增刊号 「特集 - 名古屋鐵道」，附圖「名古屋鐵道路線略圖」